# Awadhi
Awadhi (Devanagari: अवधी) ist eine indoarische Sprache, Teil des Hindi-Urdu-Dialektkontinuums in Nordindien. Es wird vor allem in der Avadh(Oudh)-Region des Bundesstaates Uttar Pradesh gesprochen, auch wenn seine Sprecher auch in Bihar, Madhya Pradesh, der Hauptstadt Delhi und dem Süden Nepals zu Hause sind. Außerdem wird der Fidschi-Hindi-Dialekt der indischstämmigen Fidschianer als Variante des Awadhi betrachtet, obwohl er außerdem noch Einflüsse des Bhojpuri aufweist.  Awadhi in etwas veränderter Form (beeinflusst durch Brij Bhasha, Bundeli und Bagheli) wird auch in der etwas südlicher gelegenen Vatsa-Region gesprochen, die unter anderem die Städte Kanpur und Prayagraj umfasst. Es wird außerdem in den meisten karibischen Staaten gesprochen, wohin viele Bewohner von Uttar Pradesh von der Regierung Britisch-Indiens als Arbeitskräfte verbracht wurden. Nach dem indischen Zensus von 2001 hat es 38,3 Millionen Muttersprachler und steht damit auf Platz 29 der meistgesprochenen Sprachen der Welt. Einen offiziellen Status hat Awadhi aber nicht; so zählt es nicht zu den Amtssprachen Indiens und wird meist als Dialekt des Hindi verstanden.
Awadhi ist auch unter den alternativen Namen Abadhi, Abadi, Abohi, Ambodhi, Avadhi, Baiswari, Kojali und Kosali bekannt.